# Julian Marchlewski

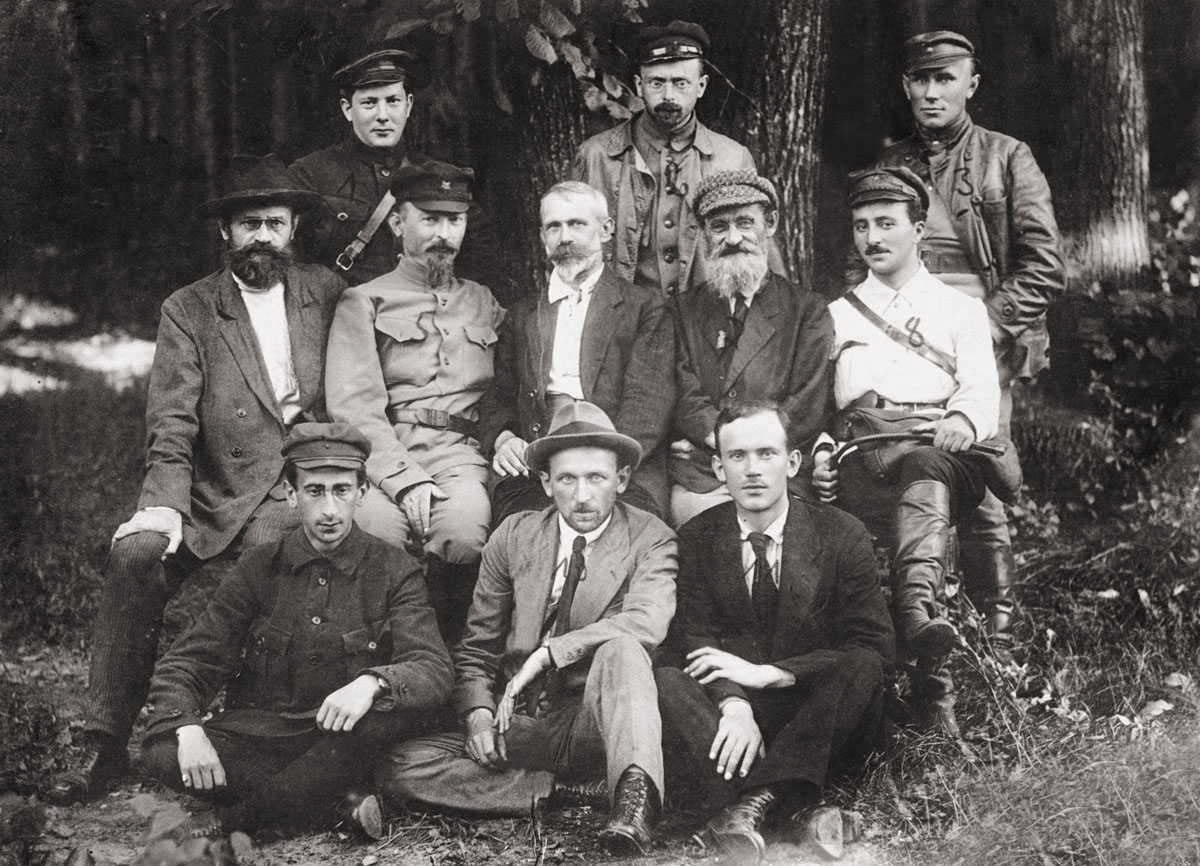
Julian Marchlewski w składzie Polrewkomu, początek sierpnia 1920. Obok niego: Feliks Dzierżyński, Feliks Kon

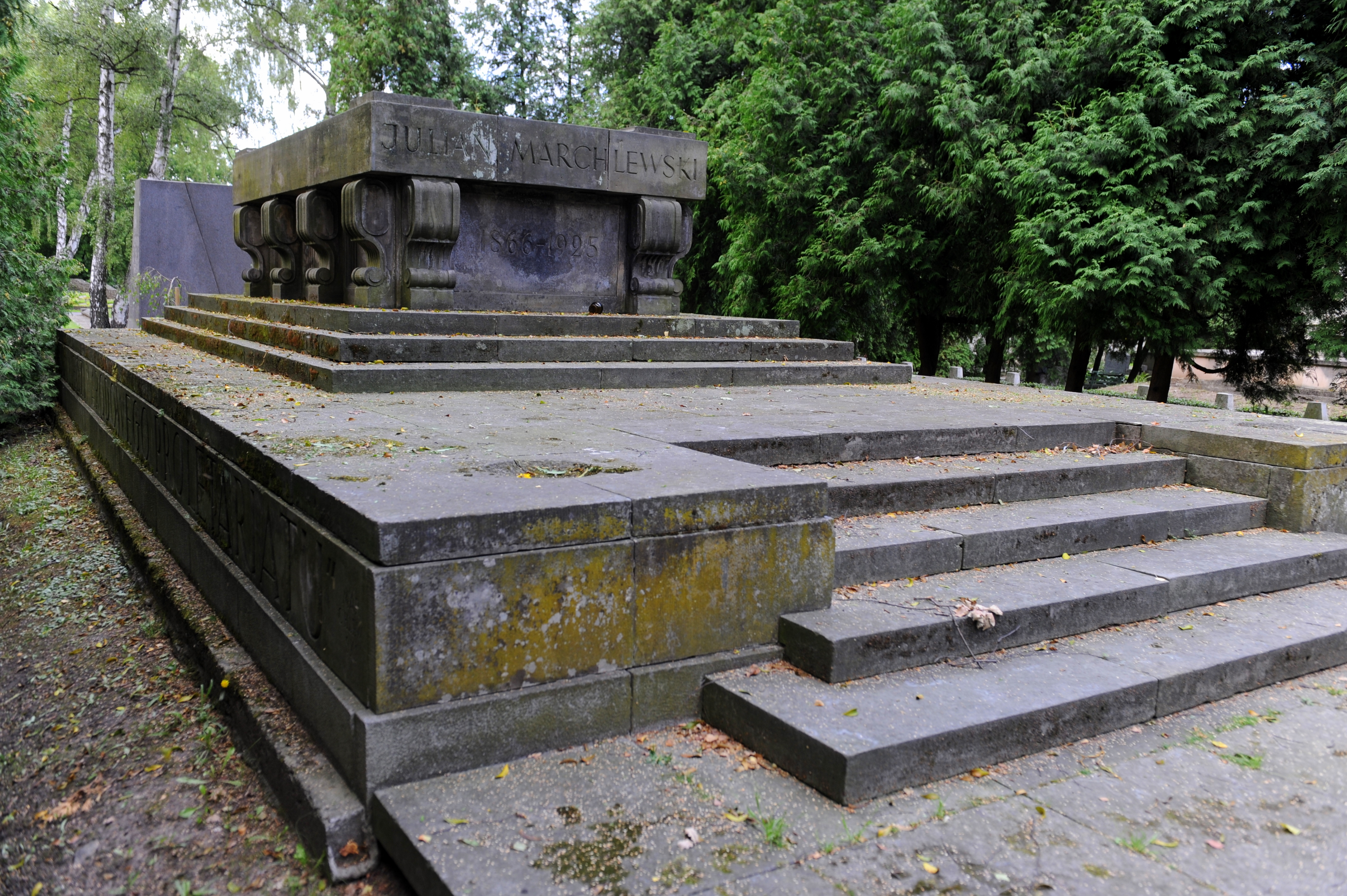
Grób Juliana Marchlewskiego na warszawskim Cmentarzu Wojskowym na Powązkach

Julian Baltazar Józef Marchlewski, ps. „Karski”, „Kujawski”, „Baltazar z Kujaw”, „J. K.”, „Johannes Kaempfer” (ur. 17 maja 1866 we Włocławku, zm. 22 marca 1925 w Bogliasco) – działacz polskiego i międzynarodowego rewolucyjnego ruchu robotniczego i komunistycznego, współzałożyciel Związku Robotników Polskich i Socjaldemokracji Królestwa Polskiego i Litwy, działacz lewego skrzydła SPD, jeden z przywódców Związku Spartakusa, współtwórca Kominternu (Międzynarodówki Komunistycznej), przewodniczący Tymczasowego Komitetu Rewolucyjnego Polski. Redaktor prasy socjalistycznej, publicysta i wydawca.

## Życiorys
Syn Józefa Franciszka (1830–1907), pochodzącego z okolic Grudziądza kupca zbożowego we Włocławku i Augusty Rückersfeldt (1835–1918), córki księgowego Augusta Rückersfelda z Porta Westfalica koło Minden i Emilie z d. Kotta. Ojciec, pochodzący ze szlachty zagrodowej z okolic Grudziądza, w latach pięćdziesiątych XIX w. zamieszkał we Włocławku, gdzie początkowo dorobił się znacznej fortuny jako kupiec zbożowy, później, jeszcze w dzieciństwie Juliana, zubożał i został właścicielem hotelu Pod Trzema Koronami. Matka pochodziła z westfalskiej rodziny oficersko-urzędniczej i przyjechała do Włocławka jako guwernantka. Dom Marchlewskich był dwujęzyczny – ojciec zwracał się do dzieci po polsku, matka najczęściej po niemiecku.
Na początku lat osiemdziesiątych XIX wieku matka z dziećmi przeniosła się do Warszawy, ojciec zamieszkał we wsi Czerniewice, gdzie jako oficjalista pracował w przedsiębiorstwie handlu zbożem należącym do szwagra. Przesyłał niewielkie dochody rodzinie do Warszawy, rodzeństwo Marchlewskich musiało jednak wcześnie zarabiać na swe utrzymanie.
Julian Marchlewski ukończył 3 klasy gimnazjum we Włocławku, wstąpił do klasy czwartej już w warszawskim sześcioklasowym gimnazjum realnym. Środki na kształcenie czerpał z korepetycji. W latach 1884–1885 należał do tajnego gimnazjalnego kółka marksistowskiego powiązanego z partią Proletariat. W 1887 roku, by jak sam stwierdzał lepiej służyć sprawie wyzwolenia proletariatu, rozpoczął w Warszawie pracę zawodową początkowo jako praktykant, następnie jako wykwalifikowany farbiarz. W jego mieszkaniu w Warszawie doszło do zawiązania nowej partii marksistowskiej „II Proletariat”. Był współzałożycielem w roku 1889 Związku Robotników Polskich.
Wiosną 1890 roku wyjechał do Niemiec, gdzie pracował w fabryce tekstylnej, a następnie przez blisko pół roku w Szwajcarii. 28 czerwca 1890 roku w Zurychu przemawiał nad przewożoną na Wawel trumną Adama Mickiewicza w imieniu polskiej kolonii socjalistycznej. Jesienią roku 1890 powrócił do Warszawy, gdzie pracował jako farbiarz. W lutym 1891 roku podjął pracę w Łodzi, gdzie do maja pracował w farbiarni Walewskiego oraz w fabryce Geperta przy ul. Piotrkowskiej, następnie do listopada 1891 roku w fabryce Izraela Poznańskiego.
Od listopada 1891 do listopada 1892 roku więziony był w X Pawilonie Cytadeli Warszawskiej, uwolniony za kaucją. W marcu 1893 roku Marchlewski był jednym ze współzałożycieli Polskiej Partii Socjalistycznej na ziemiach polskich.
W maju 1893 roku, zagrożony aresztowaniem i chory, wyjechał do Szwajcarii, gdzie wstąpił na Wydział Prawa Uniwersytetu w Zurychu. W roku 1896 uzyskał stopień naukowy doktora na podstawie dysertacji Der Physiokratismus in Polen (Fizjokratyzm w Polsce). W Zurichu zbliżył się do socjaldemokratycznego kółka studenckiego gdzie dominowali Róża Luksemburg, Leon Jogisches-Tyszka i Adolf Warski-Warszawski. W 1893 roku został, obok A. Warskiego, redaktorem naczelnym pisma grupy zurichskiej „Sprawa Robotnicza”. Po powstaniu w 1893 roku, z rozłamu w krajowej PPS, Socjaldemokracji Królestwa Polskiego Marchlewski dostał mandat tej organizacji na Międzynarodowy Kongres Socjalistyczny
Był członkiem Zarządu Głównego Socjaldemokracji Królestwa Polskiego, później przywódcą i głównym – obok Róży Luksemburg – ideologiem SDKPiL. Redagował czasopisma „Czerwony Sztandar”, „Przegląd Socjalistyczny” oraz „Sprawę Robotniczą”.
Podczas rozłamu w SDKPiL na tle stosunku do kwestii narodowej oraz tego czy przywództwo w partii ma należeć do działaczy krajowych (Truszczyński – Zalewski), czy też zagranicznych (Luksemburg, Tyszka) Marchlewski zajmował stanowisko pośrednie starając się pogodzić oba środowiska. Z jednej strony nie wziął udziału w III Zjeździe SDKPiL zwołanym przez władze krajowe, z drugiej jednak strony sprzeciwił się przejęciu kontroli nad partią przez Luksemburg w sytuacji rozbicia organizacji krajowej przez władze zaborcze. W lipcu 1903 roku wziął udział w IV Zjeździe SdKPiL w Berlinie, który został zwołany celem omówienia planów zjednoczenia SDKPiL z Socjaldemokratyczną Partią Robotniczą Rosji. Zjednoczeniowe plany zostały na Zjeździe odrzucone przez Różę Luksemburg ze względu na prezentowane przez rosyjskich socjaldemokratów prawo do samostanowienia narodów. Na Zjeździe Marchlewski był oponentem Luksemburg w kwestii narodowej. Dla Marchlewskiego optymalnym rozwiązaniem kwestii narodowej na ziemiach zamieszkiwanych przez ludność polską była własna państwowość utrzymywana jeszcze długo po ustanowieniu ustroju socjalistycznego. Pogląd ten odbiegał od typowych poglądów ówczesnych działaczy komunistycznych.
W czerwcu 1902 roku Marchlewski wraz z przyjacielem Aleksandrem Helphandem (Parvusem), założył w Monachium przedsiębiorstwo wydawnicze Dr J. Marchlewski und Co. Verlag Slavischer und Nordischer Literatur. Parvus lokując swe pieniądze stał się właścicielem i kierownikiem firmy, natomiast Marchlewski wziął na siebie planowania wydawnicze, kontakty z autorami, tłumaczami, ilustratorami i drukarniami. Jednym z pierwszych, do których zwrócił się Marchlewski z ofertą wydawniczą, był Stefan Żeromski – wydał jego Popioły w oryginale i przekładzie niemieckim, Rozdziobią nas kruki, wrony w przekładzie. Korespondował również z Kazimierzem Przerwą-Tetmajerem i Maksimem Gorkim. Utrzymywał także kontakty z księgarzami zachodnimi i polskimi: Gebethnerem i Wolffem w Warszawie, Bernardem Połonieckim we Lwowie. W latach 1903–1904 wydał ok. 50 tytułów, głównie w języku niemieckim, polskim i rosyjskim. Od początku swej działalności publicystycznej silnie akcentował swój związek z tradycją i literaturą narodową. Wraz z wybuchem rewolucji 1905 roku Parvus rzucił się w wir polityki, przestając interesować się wydawnictwem. Wyjechał do Rosji i pozostawił Marchlewskiego z nieuregulowanymi płatnościami. 6 grudnia 1905 roku Wydawnictwo zostało zlikwidowane – przejęła je firma Etzold und Co.
Marchlewski był uczestnikiem rewolucji 1905–1907. W tym czasie przebywał w Warszawie współredagując „Czerwony Sztandar”. Podczas V Zjazdu SDKPiL w Zakopanem w czerwcu 1906 roku, mimo że dostał największą liczbę głosów delegatów, nie wszedł do ścisłego kierownictwa partii (został zastępcą członka Zarządu Głównego). Od grudnia 1906 do lutego 1907 roku był więziony w twierdzy modlińskiej. Po rewolucji przebywał w Cesarstwie Niemieckim, gdzie przyłączył się do lewego skrzydła SPD. W maju 1907 roku, jako członek delegacji SDKPiL został wybrany na zastępcę członka Komitetu Centralnego SDPRR. Zwolennik, odrzucanej przez SDKPiL, tezy o rewolucyjnym potencjale tkwiącym w chłopstwie co zbliżało go do bolszewików. Od VI Zjazdu SDKPiL w Pradze w 1908 roku – członek ZG SDKPiL, ale bez przydzielenia konkretnego zakresu odpowiedzialności w kierownictwie partii. Zwolennik połączenia SDKPiL z PPS-Lewicą.
W lipcu 1914 roku Marchlewski został skazany na 3 miesiące więzienia za obrazę w artykule prasowym pruskiego korpusu oficerskiego, ale wyrok nie został wykonany ze względu na wybuch I wojny światowej. W sierpniu 1914 roku był jednym ze współzałożycieli lewicowej grupy radykałów w niemieckim ruchu socjaldemokratycznym „Spartakus” sprzeciwiającej się poparciu przez socjaldemokrację niemiecką kredytów wojennych dla rządu. Grupa ta będzie zalążkiem późniejszej Komunistycznej Partii Niemiec. 22 maja 1916 roku Marchlewski został prewencyjnie osadzony w areszcie w Berlinie. W więzieniu tłumaczył „Pamiętniki” Chryzostoma Paska na język niemiecki i przygotowywał niemieckie wydanie napisanej przez siebie Historii Polski.
22 maja 1918 roku Marchlewski został wymieniony na jednego z generałów niemieckich przetrzymywanych w niewoli radzieckiej i wyjechał do Piotrogrodu, a potem do Moskwy, gdzie został dokooptowany zarówno do władz SDKPiL w Rosji, jak i do Centralnego Komitetu Wykonawczego Rad Delegatów. 18 października został wysłany z misją do Berlina by wybadać nastroje wśród niemieckiej klasy robotniczej. 28 października rząd radziecki mianował Marchlewskiego posłem radzieckim w Polsce, ale władze polskie odmówiły mu akredytacji. W związku z tym od listopada 1918 roku pełnił funkcję w Centralnym Zarządzie Przemysłu Włókienniczego w Moskwie. W roku 1919 był współtwórcą Kominternu (Międzynarodówki Komunistycznej).
Od stycznia do marca 1919 roku przebywał w celach agitacyjnych w Zagłębiu Ruhry. Stamtąd udał się do Polski, gdzie nawiązał kontakty z niektórymi przedstawicielami nowych władz (m.in. J. Beckiem – ojcem i St. Wojciechowskim). W czerwcu 1919 roku powrócił do Moskwy z misją pośredniczenia w rozmowach pokojowych między Polską a Rosją Radziecką zaakceptowaną przez Lenina. Misja Marchlewskiego spotkała się natomiast z krytyką kierownictwa komunistów polskich w Rosji (m.in. Leszczyński – Leński, Unszlicht). Był zwolennikiem leninowskiej koncepcji „prawa narodów do samostanowienia” co w kwestii polskiej stawiało go w mniejszości w środowisku polskich bolszewików w Rosji. Marchlewski opowiedział się pierwotnie przeciwko niesieniu rewolucji do Polski na bagnetach Armii Czerwonej „Siłą orężną nie można wprowadzić ustroju komunistycznego wbrew dążeniom ludności. (…) Wkroczenie Armii Czerwonej do Polski będzie zgubą dla komunizmu w Polsce” – twierdził. Podsumowując dyskusję na ten temat z przeciwnikami wewnątrz partii w liście do żony Marchlewski stwierdzał „Rrradykalizm, rrrewolucyjność tych łbów zakutych może nam jeszcze dużo narobić biedy”. W lutym 1920  Marchlewski zadeklarował na posiedzeniu Ogólnorosyjskiego CKW Rad w imieniu 43 najwybitniejszych komunistów polskich przebywających w Rosji bolszewickiej: „”(…) wtargnięcie jakiejkolwiek armii obcej do Polski dałoby możność burżuazji wywołać w masach ludowych, które przez 150 lat doświadczyły na sobie wszystkich rozkoszy ucisku narodowościowego – skrajny nacjonalizm z jego fatalnymi następstwami”. 14 lipca 1920 roku skierował do Lenina list w którym stwierdził, że wstępne propozycje Ententy odnośnie do wschodnich granic Polski powinny być po zwycięstwie Armii Czerwonej w wojnie z Polską zmienione tak by Chełmszczyzna oraz cała białostoczczyzna powinna przypaść rewolucyjnej Polsce. Jednocześnie był za przyłączeniem Górnego Śląska do Polski.
W 1920 roku Marchlewski został postawiony przez Lenina na czele Tymczasowego Komitetu Rewolucyjnego Polski (Polrewkomu) w Białymstoku. Do zakresu jego kompetencji należały sprawy gospodarcze.
Stosunek Marchlewskiego do sprawy polskiej w kontekście rewolucji w Rosji przedstawiła badaczka historii komunizmu Walentyna Najdus:
Powiązany od lat z niemieckim ruchem robotniczym, zaangażowany w pracy partyjnej w zaborze pruskim, Marchlewski widział Polskę zwróconą na Zachód, wzmocnioną politycznymi i ekonomicznymi więzami z rewolucynymi Niemcami. Jego ocena przebiegu rewolucji w Rosji obfitowała w drastycznie sformułowane uwagi krytyczne
Jeszcze w lutym 1920 roku rozpoczął prowadzenie wykładów z ekonomii na Uniwersytecie Ludowym w Moskwie. W latach 1921–1922 był przedstawicielem rządu radzieckiego w rozmowach pokojowych z Finlandią, Japonią i Chinami. Od roku 1922 był pierwszym rektorem Komunistycznego Uniwersytetu Mniejszości Narodowych Zachodu w Moskwie i przewodniczącym Międzynarodowej Organizacji Pomocy Rewolucjonistom. Przygotował program RKP(b) w zakresie dotyczącym rolnictwa.
Jesienią 1922 roku, wraz z Feliksem Konem, wysunął na IV kongresie Międzynarodówki inicjatywę powołania w ZSRR na terenach położonych blisko granicy z Polską i zamieszkałych w większości przez polską ludność polskich jednostek administracyjnych o charakterze autonomicznym (późniejsze tzw. "Marchlewszczyzna" i "Dzierżyńszczyzna").
Od drugiej połowy 1923 roku nasilająca się choroba nerek coraz częściej wyłączała go z czynnego życia. W 1924 roku leczył się na Krymie. W grudniu wyjechał do Włoch, gdzie po czterech miesiącach pobytu wczasowego zmarł 22 marca.
Pochowany został na cmentarzu Friedrichsfelde w Berlinie. 23 marca 1950 roku urna z jego prochami została przywieziona pociągiem z Berlina i 25 marca 1950 złożona do grobowca na Powązkach Wojskowych w Warszawie (kwatera A6-0-B). Grobowiec nosi inskrypcję „Służyć interesom narodowości polskiej może tylko ten, kto służy interesom międzynarodowego proletariatu”.

## Rodzina
Julian Marchlewski był jednym z siedmiorga dzieci Józefa i Augusty, którymi byli kolejno: Marta Marchlewska (1864–1942, ps. lit. M. Sutram), Julian Marchlewski (1866–1925), Leon Marchlewski (1869–1946), Wanda (1871–1957, żona Freda Mosera), Oskar (1874–1933), Józefa (1877–1943, od ok. 1905 żona dra Henryka Wilczyńskiego, ur. w Petersburgu w 1882, zm. 2 lutego 1935) i Tadeusz (1880–1944), prezes Związku Towarzystw Kupieckich na Pomorzu. Od roku 1897 był mężem Bronisławy z Gutmanów (1866–1952) absolwentki Uniwersytetu Latającego i politechniki w Zurychu – bakteriolog. Mieli jedną córkę Zofię (1898–1983), dziennikarkę, żonę malarza niemieckiego Heinricha Vogelera (1872–1942). Jego bratanek Teodor (1899–1962) był rektorem Uniwersytetu Jagiellońskiego (1948–1956) i posłem na Sejm PRL.

## Wybrane publikacje książkowe
Autor publikacji naukowych i ideologicznych.
- J.B. Marchlewski, Fizjokratyzm w dawnej Polsce, Warszawa 1897.
- J.B. Marchlewski, Stosunki społeczno-ekonomiczne pod panowaniem pruskim, Lwów – Warszawa 1903 (dostępna kopia cyfrowa)
- J.B. Marchlewski, Duma carska i bezprawie wyborcze, Warszawa 1906 (dostępna kopia cyfrowa; książka wydana pod pseudonimem J. Karski)
- J.B. Marchlewski, Ekonomia polityczna. Czym jest i czego uczy, Warszawa 1907 (dostępna kopia cyfrowa)
- J.B. Marchlewski, Antysemityzm a robotnicy, Chicago 1913 (dostępna kopia cyfrowa wydania krajowego z 1920)
- J.B. Marchlewski, Wspomnienia z dzieciństwa. Szkice literackie. Listy z Japonii, Moskwa 1928 (dostępna kopia cyfrowa)
- J.B. Marchlewski, Pisma wybrane, Tomy I-II, Wyd. Książka i Wiedza, Warszawa 1952 (Tom I) i 1956 (Tom II) (wydanie powojenne dzieł Marchlewskiego)

## Upamiętnienie

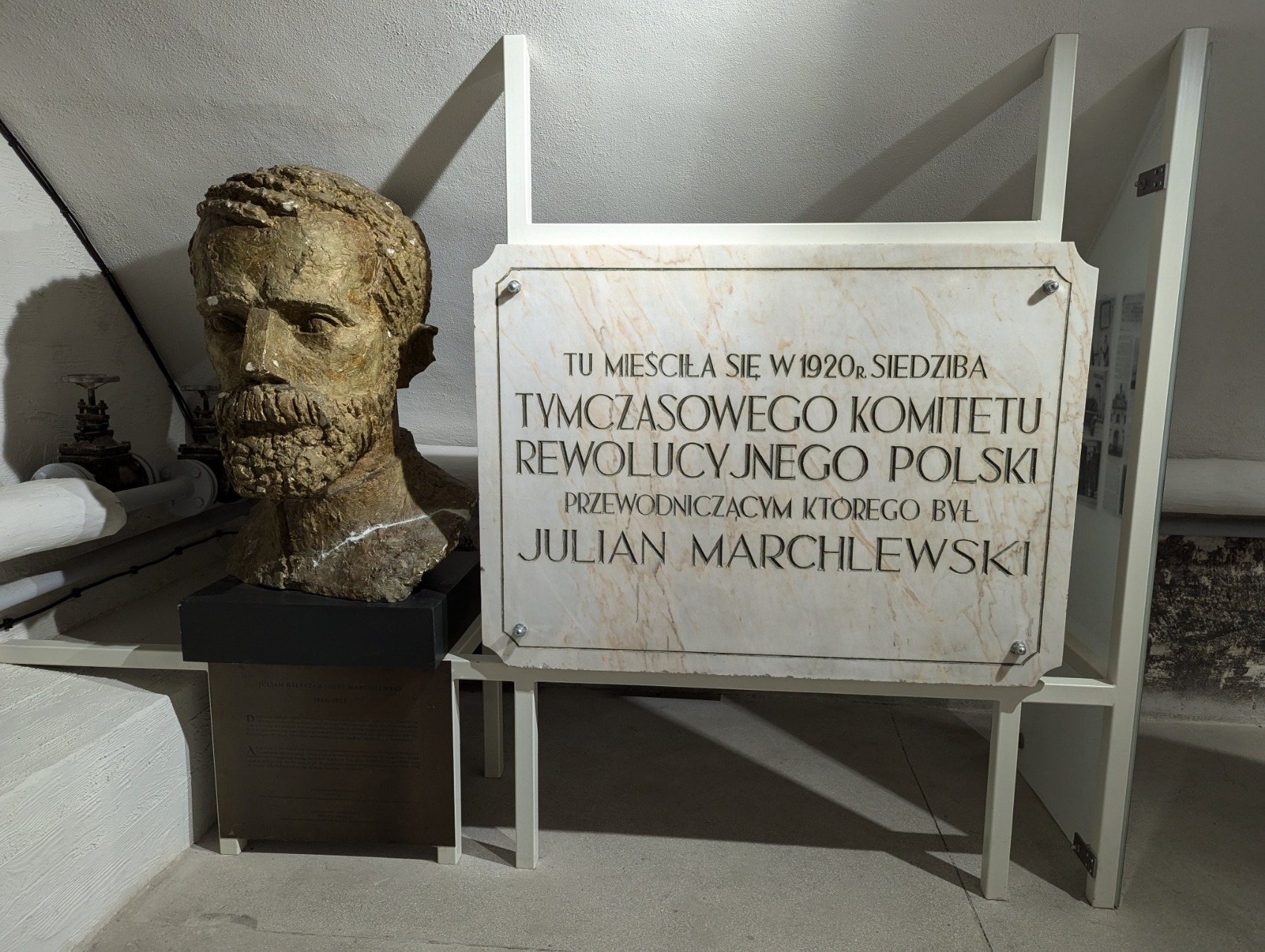
Tablica upamiętniająca TKRP i Juliana Marchlewskiego, patrona Akademii Medycznej w Białymstoku (dziś Uniwersytet Medyczny), na wystawie w podziemiach Pałacu Branickich

- 1925 – po śmierci Marchlewskiego jego imieniem nazwano polski obwód autonomiczny na Ukrainie (tzw. Marchlewszczyzna), miasto w tym obwodzie (Marchlewsk, obecnie ponownie Dołbysz) oraz Komunistyczny Uniwersytet Mniejszości Narodowych w Moskwie.

W okresie PRL wybito również kilka medali okolicznościowych na cześć Marchlewskiego. Patronat Marchlewskiego posiadały na przestrzeni lat różne miejsca i instytucje. Objeto nimi:
- ulice (do 2017):
  - Warszawa: obecnie aleja Jana Pawła II w Warszawie[39],
  - Kraków: ob. aleja płk. Władysława Beliny-Prażmowskiego w Krakowie,
  - Łódź: ob. aleja kardynała Stefana Wyszyńskiego na zachód od ulicy Retkińskiej; początek trasy WZ i osiowa ulica Retkini (patronat nosiła w okresie od 23 września 1976 do 7 listopada 1990 roku),
  - Gdańsk: ob. ul. Romana Dmowskiego,
  - Słupsk: obecnie ul. Piłsudskiego[40].
  - Berlin (oraz znajdującej się przy niej stacji metra linii U5 o nazwie Marchlewskistraße, do 1950 r. Memeler Straße)[41]. W 1992 r. nazwę stacji zmieniono na Weberwiese, nazwa ulicy pozostała niezmieniona. Ulice im. Marchlewskiego obecne są także w innych miastach byłej NRD.
- szkoły (m.in.):
  - Warszawa: Szkoły Partyjnej przy KC PZPR;
  - Białystok: Akademia Medyczna w Białymstoku
- przedsiębiorstwa (m.in.):
  - Łódź: Zakłady Przemysłu Bawełnianego (co miało upamiętniać pracę Marchlewskiego w tych zakładach w celu prowadzenia działalności socjalistycznej wśród robotników)[42],
  - Włocławek: Zakłady Celulozowo-Papiernicze we Włocławku (upamiętnienie tutaj pracy Marchlewskiego)
- jednostki wojskowe:
  - Grudziądz: Bydgoskiemu Pułkowi Obrony Terytorialnej im. J. Marchlewskiego[43]. (Rozkazem Nr 13/MON z dn. 13 IV 1966 ministra Obrony Narodowej)

Postawiono mu także następujące pomniki:
- Pomnik Juliana Marchlewskiego w Łodzi – na Rynku Starego Miasta (inskrypcja: Julianowi Marchlewskiemu, niezłomnemu rewolucjoniście, miasto Łódź i Rodacy), odsłonięty 30 IV 1964, usunięty 18 IV 1991[b].
- Pomnik Juliana Marchlewskiego w Warszawie – w Parku Mirowskim, istniał w latach 1968–1990
- Pomnik Juliana Marchlewskiego we Włocławku – autorstwa Stanisława Horno-Popławskiego, w latach 1964–1990 na Starym Rynku we Włocławku, od 1999 w muzeum w Pałacu w Kozłówce